# Aleh Kuleschou
Aleh Aljaksandrawitsch Kuleschou (belarussisch Алег Аляксандравіч Кулешоў, russisch Олег Александрович Кулешов Oleg Alexandrowitsch Kuleschow; bei der FIS nach englischer Transkription Oleg Kouleshov; * 20. August 1976 in Minsk, Weißrussische Sozialistische Sowjetrepublik, Sowjetunion) ist ein ehemaliger belarussischer Freestyle-Skier. Aleh Kuleschou startete in sämtlichen Disziplinen und hatte seine Stärken in der Kombination. Bei den Weltmeisterschaften 1997 gewann er eine Bronzemedaille.

## Biografie
Aleh Kuleschou nahm im März 1994 an den Internationalen Jugendmeisterschaften in Laajavuori teil und gewann nach den Rängen sechs, sieben und 17 in Ballett, Aerials und Moguls die Goldmedaille in der Kombination. Am 15. Dezember desselben Jahres gab er in Tignes sein Debüt im Freestyle-Skiing-Weltcup. Während er sich in der Kombination dreimal unter den besten fünf klassieren konnte, gelangen ihm auch im Ballett und im Aerials Platzierungen in den Punkterängen. Bei seinen ersten Weltmeisterschaften in La Clusaz bestritt er alle Wettkämpfe und belegte als bestes Resultat Kombinationsrang fünf.
Nach dem Saisonauftakt 1995/96 wechselte Kuleschou in den Europacup und belegte als Zweiter in Altenmarkt-Zauchensee erstmals einen Podestplatz. Zwei Monate später schaffte er am selben Ort seinen einzigen Weltcup-Podestplatz, als er neben dem Sieger David Belhumeur als einziger weiterer Athlet im Klassement aufschien. Im folgenden Winter wechselte er nach dem Saisonbeginn in Frankreich erneut in den Europacup und belegte in Champéry einen weiteren zweiten Platz. Bei den Weltmeisterschaften in Iizuna Kōgen konnte er in der letztmalig ausgetragenen Kombination seinen größten Karriereerfolg feiern, indem er hinter den Kanadiern Darcy Downs und Toben Sutherland die Bronzemedaille gewann. Kuleschou war damit der erste Belarusse, der in einer Skisportart eine Medaille gewinnen konnte. Während er im Weltcup nicht mehr an frühere Leistungen anknüpfen konnte, nahm er im Februar 1998 an den Olympischen Spielen von Nagano teil und belegte auf der Buckelpiste Rang 29. Zwei Wochen später bestritt er in Châtel seinen letzten Weltcup.

## Erfolge

### Olympische Spiele
- Nagano 1998: 29. Moguls

### Weltmeisterschaften
- La Clusaz 1995: 5. Kombination, 24. Ballett, 28. Moguls, 29. Aerials
- Nagano 1997: 3. Kombination, 37. Moguls

### Weltcup
- 4 Platzierungen unter den besten zehn, davon 1 Podestplatz

### Weltcupwertungen
| Saison  | Gesamt | Gesamt | Aerials | Aerials | Ballett | Ballett | Kombination | Kombination |
| Saison  | Platz  | Punkte | Platz   | Punkte  | Platz   | Punkte  | Platz       | Punkte      |
| ------- | ------ | ------ | ------- | ------- | ------- | ------- | ----------- | ----------- |
| 1994/95 | 86.    | 12     | 42.     | 28      | 34.     | 56      | 5.          | 256         |

### Weitere Erfolge
- Gold bei den Internationalen Jugendmeisterschaften 1994 in der Kombination
- 2 Podestplätze im Europacup